# 한필순
한필순(韓弼淳, 1933년 평안남도 강서군 출생 ~ 2015년 )은 대한민국의 물리학자, 한국원자력연구소 소장이다.

## 학력
- 1953 ~ 1957 공군사관학교 (대한민국) 졸업(레이더 정비 장교)
- 1957 ~ 1960 서울대학교 물리학과 졸업
- 1962 ~ 1969 미국 일리노이 대학교 이학석사, 캘리포니아 대학교 리버사이드 이학박사(물리학)

## 주요경력
- 1970 ~ 1982 국방과학연구소 레이저 및 야시장비 연구부장
- 1982 ~ 1991 한국원자력연구소 소장, 한국핵연료주식회사 사장
- 1987 ~ 1989 한국원자력학회 회장
- 1994 ~ 1997 한국원자력연구소 연구위원
- 1997 ~ 2001 대덕클럽 회장, (주)가이아 대표이사 회장
- 2010 ~ 2013 한국원자력연구원 고문

## 생애 및 업적
1951년 19세의 나이에 부산 육군훈련소 군의학교 의무반에서 근무하다 공군사관학교에 입학한다. 졸업 후엔 서울대학교 문리과대학에 편입한다. 이후, 미국 일리노이대학교와 캘리포니아대학교 리버사이드에서 석사 및 박사 학위를 취득한 뒤, 국방과학연구소(ADD)에서 연구원 생활을 시작한다.
1982년 한국원자력연구원의 전신인 한국에너지연구소의 대덕공학센터 분소장에 임명된다. 이후 원자력 분야 연구에 박차를 가한다.

### 중·경수로용핵연료의 국산화[1]
핵연료의 국산화가 원자력 기술자립의 출발점이라고 여기고, 1983년부터 핵연료 국산화 사업계획을 세워 추진했다. 개발 초기에는 캐나다 원자력공사의 기술지원을 받아보려고도 했으나 요구 금액이 너무 커 무산됐고, 대신 독일에 공동설계라는 방안을 제안하여 기술훈련을 생략하고 소수의 정예요원을 독일로 파견하여 기술을 익혀오게 했다. 그 결과 1987년에 중수로용, 1989년에 경수로용 핵연료 생산 공장을 세워 핵연료 국산화를 달성했고, 이후 모든 한국 원전에는 국산 핵연료가 사용되기 시작했다.

### 원자로계통(原子爐系統)[2]설계 기술에 바탕한 한국 표준형 원자로의 개발
1980년대 초까지 한국 원자력발전소 건설은 해외기술에 의존하고 있었다. 이에 원자력발전소 역시 우리 손으로 만들어야만 원자력 기술자립을 달성할 수 있다고 여기고, 발전소 건설의 핵심이 되는 ‘원자로계통 설계 국산화사업’을 추진했다.  원자로계통 설계 국산화라는 것은 각종 기기와 설비들을 직접 제작, 관리 운영할 수 있게 시스템을 제작하는 것이고, 이는 곧 한국형 원자로 개발을 의미했다. 핵연료 국산화 경우와 마찬가지로 미국과 공동설계 계약을 맺고 영광 3, 4호(한빛원자력발전소)를 대상으로 원자로계통 설계를 진행했다. 1996년 원전이 준공되었을 때 한국은 1,000MW급 가압수형 원자로로의 국산화율을 95%까지 달성하며 기술자립에 성공했고, ‘한국 표준형 원자로’를 가지게 됐다.

### 연구용 원자로인 <하나로[3]>를 개발
1962년과 1972년에 도입한 TRIGA Mark-Ⅱ, Ⅲ이 노후화되고, 한국의 원자력기술이 날로 높아짐에 따라 고출력의 새로운 연구용 원자로가 필요해졌다. 이에, 원자력 기술자립이 가능해진 만큼 연구용 원자로도 자력으로 국산화 개발계획을 수립했다. 1995년 <하나로 원자로>가 만들어졌고, 이는 현재까지도 전세계 연구용 원자로 중 성능면에서 최상위급으로 평가받고 있어 한국의 원자력기술의 우수성을 상징하는 성과로 여겨지고 있다.
한국원자력연구소 소장과 한국핵연료(주) 사장을 10년간 역임했고, 그토록 바라던 원자력 기술자립을 일구어냈다. 이 과정에서 젊은 연구자들을 꾸준히 해외에 파견하여 선진 원자력 기술을 배우게 하고, 이들과 함께 한국 원자력기술을 세계적 수준으로 끌어올렸다. 이를 인정받아 프랑스 국가최고 명예훈장인 「레지옹 도뇌르 훈장」을 받는 영예를 안았다.
한국 정부는 사후에 그를 국립대전현충원 국가사회공헌자묘역에 안장했다. 2019년 1월엔, 국립대전현충원에 의해 '1월의 현충인물'로 선정되었다

## 참고자료
대한민국 과학기술유공자 홈페이지 
원자력 기술자립 실현한 원자력계 대부 '한필순' 

## 상훈
- 1991 프랑스 국가훈장 「레지옹 도뇌르」
- 2010 과학기술훈장 창조장
- 2015 대전국립현충원 국가사회공헌자묘역 안장